# Keep the Dog
Keep the Dog was een experimentele rockband in 1989 in New York opgericht door de Britse gitarist en componist Fred Frith. 
Het sextet speelde tijdens optredens materiaal van Frith (composities voor diens eerdere groepen zoals Henry Cow en Skeleton Crew), maar heeft nooit studio-opnames gemaakt. De groep bestond uit Frith, René Lussier, Jean Derome, Zeena Parkins, Bob Ostertag en Kevin Norton (later vervangen door ex This Heat-drummer Charles Hayward. De groep was actief tot midden 1991 en trad op in Europa, Amerika en de toenmalige Sovjet-Unie. Ook speelde de band op enkele muziekfestivals, zoals op het festival van Victoriaville in Canada. Elk concert was weer anders, en soms speelden er gastmusici mee, zoals John Zorn en Tom Cora. In 2003 kwam een dubbel-cd uit met opnames gemaakt tijdens haar laatste Europese tour, 'The House We Lived In' (Fred Records).

## Bezetting
- Fred Frith (gitaar, bas, viool, zang)
- René Lussier (gitaar, bas)
- Jean Derome (altsaxofoon, baritonsaxofoon, fluit, zang)
- Zeena Parkins (accordeon, harp, piano, synthesizer, zang)
- Bob Ostertag (sampling)
- Kevin Norton (drums, percussie, zang)

(vervangen door Charles Hayward: drums, percussie, zang)
Art Bears · Cosa Brava · Death Ambient · Fred Frith Guitar Quartet · French Frith Kaiser Thompson · Henry Cow · Keep the Dog · Maybe Monday